# شریدان داونی
شریدان داونی (انگلیسی: Sheridan Downey؛ زاده ۱۱ مارس ۱۸۸۴ - درگذشته ۲۵ اکتبر ۱۹۶۱) سناتور سابق عضو حزب دموکرات ایالات متحده آمریکا بود. وی در سال ۱۹۳۹ تا ۱۹۵۰ میلادی سناتور ایالت کالیفرنیا در سنای ایالات متحده آمریکا بود.